# Five Nations 1958
Die Ausgabe 1958 des jährlich ausgetragenen Rugby-Union-Turniers Five Nations (seit 2000 Six Nations) fand zwischen dem 11. Januar und dem 19. April statt. Turniersieger wurde England.

## Teilnehmer
| Land       | Stadion                        | Stadt     | Kapitän                      |
| ---------- | ------------------------------ | --------- | ---------------------------- |
| England    | Twickenham Stadium             | London    | Eric Evans                   |
| Frankreich | Stade Olympique Yves-du-Manoir | Colombes  | Michel Celaya / Maurice Prat |
| Irland     | Lansdowne Road                 | Dublin    | Noel Henderson               |
| Schottland | Murrayfield Stadium            | Edinburgh | Arthur Smith / Jim Greenwood |
| Wales      | Cardiff Arms Park              | Cardiff   | Clem Thomas                  |

## Tabelle
|    | Land       | Spiele | Siege | Unent. | Ndlg. | Spiel- punkte | Diff. | Tabellen- punkte |
| -- | ---------- | ------ | ----- | ------ | ----- | ------------- | ----- | ---------------- |
| 1. | England    | 4      | 2     | 2      | 0     | 26:6          | + 20  | 6                |
| 2. | Wales      | 4      | 2     | 1      | 1     | 26:28         | − 2   | 5                |
| 3. | Frankreich | 4      | 2     | 0      | 2     | 36:37         | − 1   | 4                |
| 4. | Schottland | 4      | 1     | 1      | 2     | 23:32         | − 9   | 3                |
| 5. | Irland     | 4      | 1     | 0      | 3     | 24:32         | − 8   | 2                |

## Ergebnisse
| 11. Januar 1958 | Schottland                                                            | 11 : 9        | Frankreich                               | Murrayfield Stadium, Edinburgh Zuschauer: 50.000 Schiedsrichter: Leslie Boundy (England) |
| 11. Januar 1958 | Versuche: Hastie Stevenson Erhöhungen: Chisholm Straftritte: Chisholm | (8:6) Bericht | Versuche: Dupuy Straftritte: Vannier (2) | Murrayfield Stadium, Edinburgh Zuschauer: 50.000 Schiedsrichter: Leslie Boundy (England) |

| 18. Januar 1958 | England            | 3 : 3         | Wales               | Twickenham Stadium, London Schiedsrichter: Ray Williams (Irland) |
| 18. Januar 1958 | Versuche: Thompson | (0:3) Bericht | Straftritte: Davies | Twickenham Stadium, London Schiedsrichter: Ray Williams (Irland) |

| 1. Februar 1958 | Wales                                      | 8 : 3         | Schottland         | Cardiff Arms Park, Cardiff Schiedsrichter: Norman Parkes (England) |
| 1. Februar 1958 | Versuche: Collins Wells Erhöhungen: Davies | (5:0) Bericht | Straftritte: Smith | Cardiff Arms Park, Cardiff Schiedsrichter: Norman Parkes (England) |

| 8. Februar 1958 | England                                      | 6 : 0         | Irland                                                                | Twickenham Stadium, London Schiedsrichter: George Burrell (Schottland) |
| 8. Februar 1958 | Versuche: Ashcroft Straftritte: Hetherington | (6:0) Bericht | Versuche: Jackson Thompson Erhöhungen: Hastings Straftritte: Hastings | Twickenham Stadium, London Schiedsrichter: George Burrell (Schottland) |

| 1. März 1958 | Frankreich | 0 : 14         | England                                                                   | Stade Olympique Yves-du-Manoir, Colombes Zuschauer: 33.254 Schiedsrichter: Jack Evans (Wales) |
| 1. März 1958 |            | (0:11) Bericht | Versuche: Jackson Thompson (2) Erhöhungen: Hastings Straftritte: Hastings | Stade Olympique Yves-du-Manoir, Colombes Zuschauer: 33.254 Schiedsrichter: Jack Evans (Wales) |

| 1. März 1958 | Irland                                          | 12 : 6        | Schottland                   | Lansdowne Road, Dublin Schiedsrichter: W. N. Gilmore (England) |
| 1. März 1958 | Versuche: Pedlow Straftritte: Berkery Henderson | (0:6) Bericht | Versuche: Smith Weatherstone | Lansdowne Road, Dublin Schiedsrichter: W. N. Gilmore (England) |

| 15. März 1958 | Irland                                   | 6 : 9         | Wales                             | Lansdowne Road, Dublin Schiedsrichter: Norman Parkes (England) |
| 15. März 1958 | Versuche: O’Meara Straftritte: Henderson | (6:0) Bericht | Versuche: Meredith Morgan Roberts | Lansdowne Road, Dublin Schiedsrichter: Norman Parkes (England) |

| 15. März 1958 | Schottland          | 3 : 3   | England               | Murrayfield Stadium, Edinburgh Zuschauer: 60.000 Schiedsrichter: Ray Williams (Irland) |
| 15. März 1958 | Straftritte: Elliot | Bericht | Straftritte: Hastings | Murrayfield Stadium, Edinburgh Zuschauer: 60.000 Schiedsrichter: Ray Williams (Irland) |

| 29. März 1958 | Wales                                 | 6 : 16        | Frankreich                                                             | Cardiff Arms Park, Cardiff Zuschauer: 60.000 Schiedsrichter: Alexander Dickie (Schottland) |
| 29. März 1958 | Versuche: Collins Straftritte: Davies | (3:3) Bericht | Versuche: Danos Tarricq Erhöhungen: Labazuy (2) Dropgoals: Vannier (2) | Cardiff Arms Park, Cardiff Zuschauer: 60.000 Schiedsrichter: Alexander Dickie (Schottland) |

| 19. April 1958 | Frankreich                                                                  | 11 : 6        | Irland                     | Stade Olympique Yves-du-Manoir, Colombes Zuschauer: 25.043 Schiedsrichter: Norman Parkes (England) |
| 19. April 1958 | Versuche: Danos Erhöhungen: Labazuy Straftritte: Labazuy Dropgoals: Vannier | (3:3) Bericht | Straftritte: Henderson (2) | Stade Olympique Yves-du-Manoir, Colombes Zuschauer: 25.043 Schiedsrichter: Norman Parkes (England) |